# 採石山
採石山（英語：Quarry Hill），是香港九龍何文田以東的一個山丘，高約87米（位於東何文田配水庫遊樂場東南方），位於東何文田配水庫遊樂場及何文田邨一帶。採石山因其曾有石礦場而得名。
採石山一帶現已為住宅區，多被視為何文田的一部分，山體部分在啟德機場年代曾設置一座航空燈塔，故俗稱為紅燈山（英語：Red Light Hill）；同時因該處山體的內部挖建了一個配水庫，故又被稱爲水塘山（英語：或Reservoir Hill）；而因該剩餘山體東面的谷地名爲靠背壟，故又有人稱該山為靠背壟山（英語：Kau Pui Lung Shan）。
1950年代，香港政府於採石山以東一帶設置徙置區，並以採石山之名命名為「石山平房區」（英語：Shek Shan Resettlement Area），該平房區於1970年代重建為現今之樂民新村。

## 住宅項目

### 公共屋邨及居屋
- 何文田邨
- 常樂邨
- 冠暉苑
- 冠熹苑
- 冠德苑（常樂街新居屋發展計劃）[1]

### 私人屋苑
以本條目所界定的採石山範圍內，早期的規劃以提供公營住宅為主，但在2000年代初香港政府計劃重建舊何文田邨的同時，因遇上「八萬五建屋計劃」受挫，導致重建計劃夭折，令大部份該舊邨拆卸後的地皮被長期閒置。及至2013年政府將其中兩幅地皮拍賣，由私人地產發展商投得，才得以有私人大型屋苑在採石山範圍內建成。
- 皓畋[2]
- One Homantin[3]

## 中學

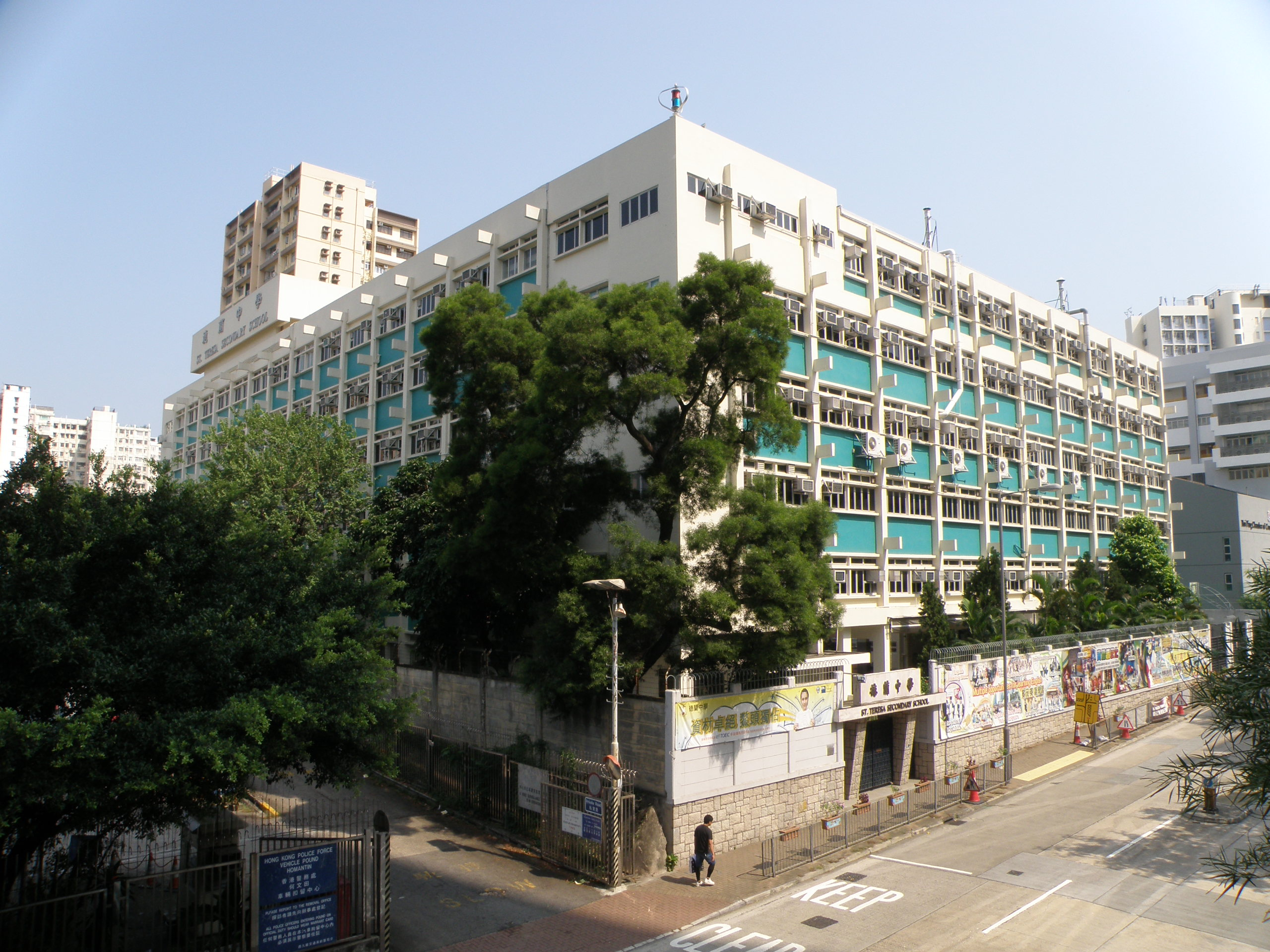
德蘭中學是採石山區內唯一的女子中學

### 常和街
- 陳瑞祺（喇沙）書院
- 基督教女青年會丘佐榮中學
- 華英中學

### 石鼓街
- 旅港開平商會中學

### 常盛街
- 德蘭中學

## 小學
- 陳瑞祺（喇沙）小學
- 基浩學校
- 中華基督教會灣仔堂基道小學（九龍城）

## 社區設施
- 常盛街公園
- 馬頭圍配水庫遊樂場
- 何文田上配水庫遊樂場
- 東何文田配水庫遊樂場
- 靠背壟道遊樂場
- 香港房屋委員會展覽中心
- 常和街休憩處

## 交通

### 道路
- 常盛街
- 常樂街
- 常興街
- 常富街
- 常興街
- 常和街
- 常康街
- 石鼓街
- 敬德街

## 區議會
根據九龍城區選區分界圖，採石山範圍主要橫跨兩個選區：常樂及何文田
| 選區名稱（代號） | 屬於採石山的範圍                                 |
| 常樂（G05）      | 所有                                             |
| 何文田（G06）    | 西起常盛街公園，沿常盛街以北，東至鄧鏡波學校一帶 |

## 外部連結
- . 香港公共圖書館 - 多媒體資訊系統. 11月1日. [永久]